# Freska

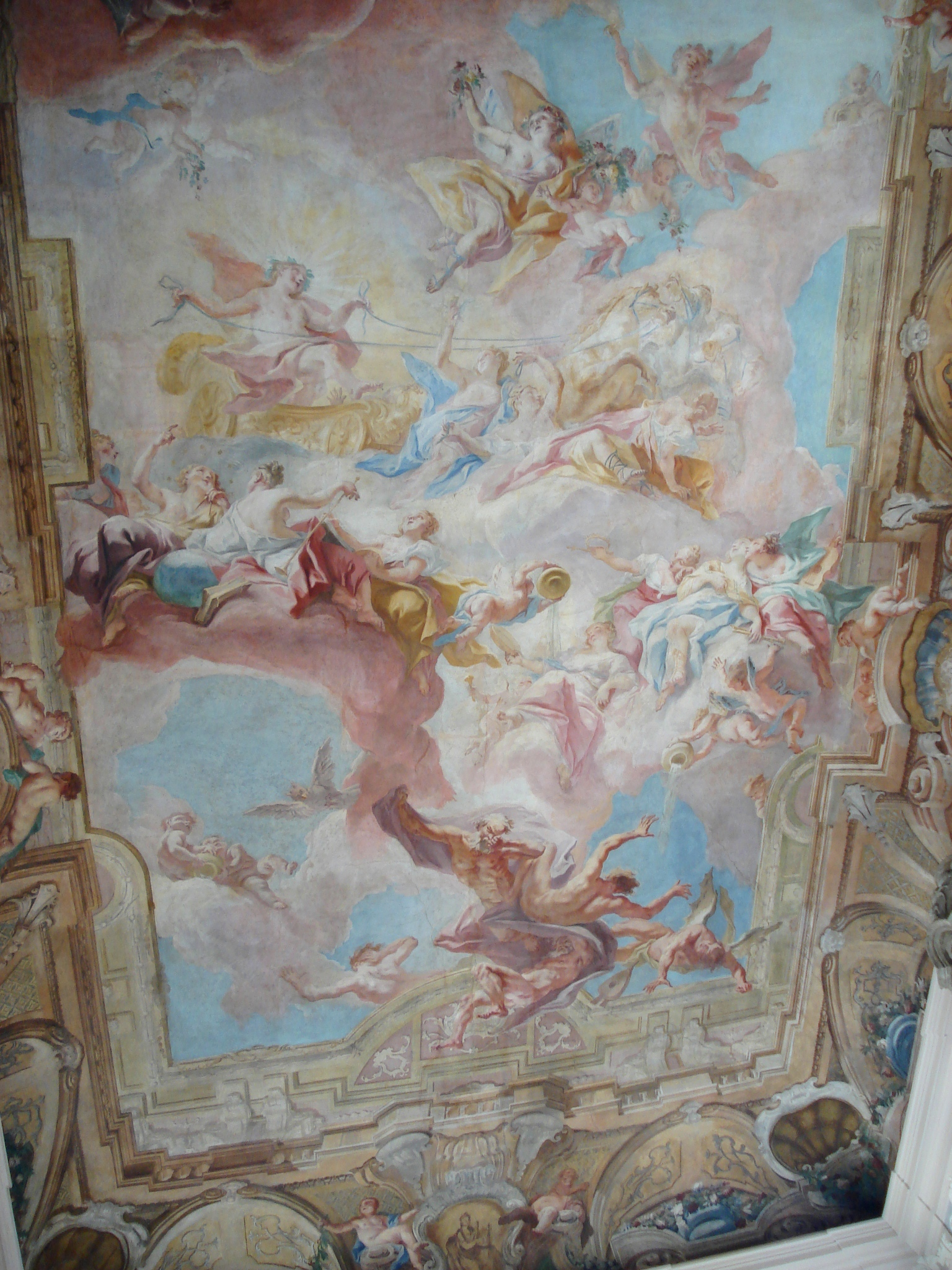
Clam-Gallasův palác v Praze - strop schodiště

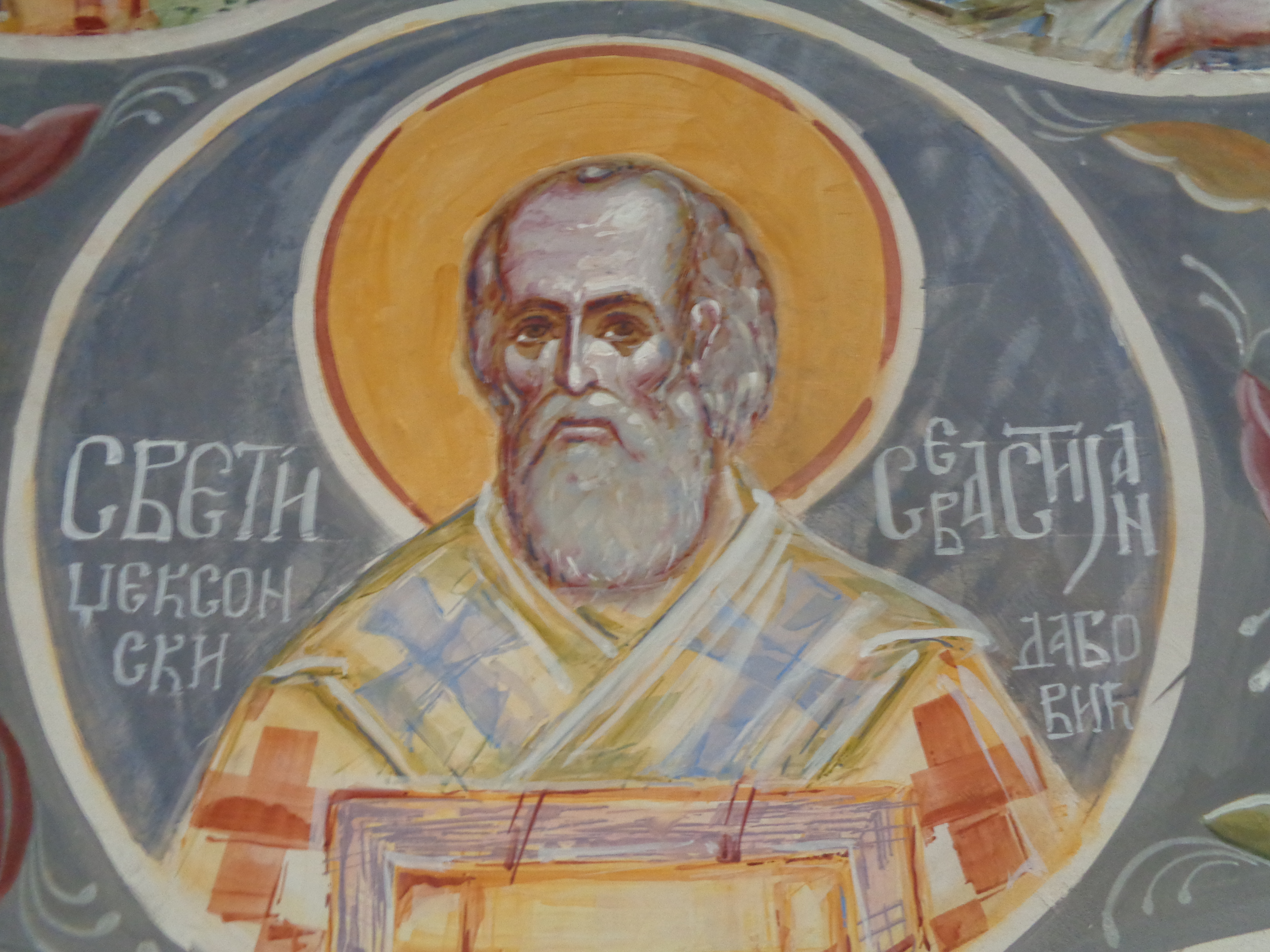
Freska-ikona (svatý Sevastijan Dabović, Bar, Černá Hora)

Freska je nástěnná malba zhotovená na vlhké omítce. Název freska pochází z italského al fresco („na čerstvo“) – v protikladu k al secco („na sucho“).

## Charakteristika
Technika malování fresek byla známa již ve starověku, používala se v Řecku a především v Itálii, ale také v Číně a Indii. Raně křesťanské umění a umění raného středověku dalo přednost mozaikám, takže umění fresky upadlo na dlouhou dobu téměř v zapomnění. K obnově došlo až koncem 13. století.
Malování fresek je technicky náročná práce. Nános barvy (rozmělněné minerální pigmenty smíchané s vodou) se nanášejí do ještě vlhké omítky tak, aby se barvy vsákly do podkladu a usychaly společně s ním. To znamená, že malíř musí pracovat rychle, aby omítka nezaschla, neboť poté lze provádět pouze malé opravy temperou. Fresky se nehodí do vlhkého prostředí (například v římské bazilice sv. Petra existuje pouze jediná freska).

## Postup práce na fresce
Na základní hrubou omítku (arriccio – vápno s pískem) se vlhkým křídovým prachem nanesly pomocné linky. Poté umělec provedl hnědočervenou barvou přípravnou kresbu, která se nazývala sinopie (podle barviva, které pocházelo ze Sinope v Černomoří). V současnosti bylo možné díky novým technikám pro přemístění fresek některé sinopie odhalit. Poté byl výjev rozdělen na úseky, které bylo možné zpracovat za jeden den, tzv. giornata, jejichž rozloha záležela na povaze výjevu – šlo-li o detaily, byla giornata pochopitelně menší. Tyto denní úseky pak byly nahozeny druhou vrstvou jemné omítky (intonaco) pro každodenní zpracování.
Mezi nejznámější fresky patří například díla Giottova, Michelangellova nebo Leonarda da Vinci.